# Aircraft and Shipbuilding Industries Act 1977
Lire en ligne

https://www.legislation.gov.uk/ukpga/1977/3/contents

L'Aircraft and Shipbuilding Industries Act 1977 est une loi du Parlement du Royaume-Uni. Elle nationalise une grande partie des industries aérospatiale et navale du Royaume-Uni et créé deux sociétés, British Aerospace et British Shipbuilders.